# کوین اسمیت
کوین پاتریک اسمیت (به انگلیسی: Kevin Patrick Smith) فیلم‌نامه‌نویس، تهیه‌کننده، بازیگر و کارگردان آمریکایی است.

## بخشی از فیلم‌شناسی
- فروشنده‌ها (۱۹۹۴) کارگردان، تهیه‌کننده، تدوین‌گر، فیلم‌نامه‌نویس، بازیگر
- پاساژگردها (۱۹۹۵) کارگردان، فیلم‌نامه‌نویس، بازیگر
- به دنبال امی (۱۹۹۷) کارگردان، تدوین‌گر، فیلم‌نامه‌نویس، بازیگر
- جزم‌اندیشی (۱۹۹۹) کارگردان، تدوین‌گر، فیلم‌نامه‌نویس، بازیگر
- جی و باب ساکت پاتک می‌زنند (۲۰۰۱) کارگردان، تدوین‌گر، فیلم‌نامه‌نویس، بازیگر
- دختر جرسی (۲۰۰۴) کارگردان، تدوین‌گر، فیلم‌نامه‌نویس
- فروشنده‌ها، قسمت دوم (۲۰۰۶) کارگردان، تدوین‌گر، فیلم‌نامه‌نویس، بازیگر
- بگیر و رها کن (۲۰۰۶) بازیگر
- تی‌ام‌ان‌تی (۲۰۰۷) بازیگر
- قانون شکن (۲۰۱۰) کارگردان، تدوین‌گر
- شهر خرس ۲: خواستگاری (۲۰۱۲) بازیگر
- عاج فیل (۲۰۱۴) کارگردان، تدوین‌گر، فیلم‌نامه‌نویس